# تپه کوچک چقا جانعلی
تپه کوچک چقا جانعلی مربوط به دوران‌های تاریخی پس از اسلام است و در شهرستان صحنه، بخش مرکزی، روستای چقا جانعلی واقع شده و این اثر در تاریخ ۳۰ تیر ۱۳۸۴ با شمارهٔ ثبت ۱۲۱۹۴ به‌عنوان یکی از آثار ملی ایران به ثبت رسیده است.